# Шахта «Бутівська»
Державне відкрите акціонерне товариство Шахта «Бутівська». Входить до ВАТ ДХК «Макіїввугілля». Розташована на території міста Макіївка Донецької області.

## Історія
Шахта «Бутівська» введена до експлуатації у 1928 році з виробничою потужністю 450 тис. тонн вугілля за рік. Реконструювалася у 1960—1962 рр. та у 1975—1979 рр. В останню реконструкцію був збудований новий проммайданчик з вентиляційним стволом, АПК, ПБК та всій інфраструктурі шахти. У процесі приватизації, шахта «Бутівська» перетворена в Державне відкрите акціонерне товариство «Шахта Бутівська».

## Загальні дані
Фактичний видобуток 4085/1054 т/добу (1990/1999). У 2003 р. видобуто 353 тис. т вугілля.
Максимальна глибина 987 м (1999).
Протяжність підземних виробок 138,2/81,8 км (1991/1999).
У 1999 р. розроблявся пласт n1 потужністю 1,73 м, кут падіння 6-26о.
Пласт небезпечний щодо раптових викидів вугілля і газу, за вибухом вугільного пилу.
Кількість очисних вибоїв 6/3 (1990/1999), підготовчих 9/6 (1990/1999).
Кількість працівників: 4738/2542 чол., в тому числі підземних 2827/1758 чол. (1990/1999).
Адреса: 86113, м. Макіївка, Донецької обл.